# Pseudanarta singula
Pseudanarta singula là một loài bướm đêm trong họ Noctuidae.